# US Open 1993 (tennis)
De 113e editie van het Amerikaanse grandslamtoernooi, het US Open 1993, werd gehouden van 30 augustus tot en met 12 september 1993. Voor de vrouwen was het de 107e editie. Het toernooi werd gespeeld op het terrein van het USTA Billie Jean King National Tennis Center, gelegen in Flushing Meadows in het stadsdeel Queens in New York.

## Belangrijkste uitslagen
Mannenenkelspel

Finale: Pete Sampras (VS) won van Cédric Pioline (Frankrijk) met 6-4, 6-4, 6-3
Vrouwenenkelspel

Finale: Steffi Graf (Duitsland) won van Helena Suková (Tsjechië) met 6-3, 6-3
Mannendubbelspel

Finale: Ken Flach (VS) en Rick Leach (VS) wonnen van Martin Damm (Tsjechië) en Karel Nováček (Tsjechië) met 6-7, 6-4, 6-2
Vrouwendubbelspel

Finale: Arantxa Sánchez Vicario (Spanje) en Helena Suková (Tsjechië) wonnen van Amanda Coetzer (Zuid-Afrika) en Inés Gorrochategui (Argentinië) met 6-4, 6-2
Gemengd dubbelspel

Finale: Helena Suková (Tsjechië) en Todd Woodbridge (Australië) wonnen van Martina Navrátilová (VS) en Mark Woodforde (Australië) met 6-3, 7-6
Meisjesenkelspel

Finale: Maria Francesca Bentivoglio (Italië) won van Yuka Yoshida (Japan) met 7-6, 6-4
Meisjesdubbelspel

Finale: Nicole London (VS) en Julie Steven (VS) wonnen van Hiroko Mochizuki (Japan) en Yuka Yoshida (Japan) met 6-3, 6-4
Jongensenkelspel

Finale: Marcelo Ríos (Chili) won van Steven Downs (Nieuw-Zeeland) met 7-6, 6-3
Jongensdubbelspel

Finale: Neville Godwin (Zuid-Afrika) en Gareth Williams (Zuid-Afrika) wonnen van Ben Ellwood (Australië) en James Sekulov (Australië) met 6-3, 6-3
1881 · 1882 · 1883 · 1884 · 1885 · 1886 · 1887 · 1888 · 1889 · 1890 · 1891 · 1892 · 1893 · 1894 · 1895 · 1896 · 1897 · 1898 · 1899 · 1900 · 1901 · 1902 · 1903 · 1904 · 1905 · 1906 · 1907 · 1908 · 1909 · 1910 · 1911 · 1912 · 1913 · 1914 · 1915 · 1916 · 1917 · 1918 · 1919 · 1920 · 1921 · 1922 · 1923 · 1924 · 1925 · 1926 · 1927 · 1928 · 1929 · 1930 · 1931 · 1932 · 1933 · 1934 · 1935 · 1936 · 1937 · 1938 · 1939 · 1940 · 1941 · 1942 · 1943 · 1944 · 1945 · 1946 · 1947 · 1948 · 1949 · 1950 · 1951 · 1952 · 1953 · 1954 · 1955 · 1956 · 1957 · 1958 · 1959 · 1960 · 1961 · 1962 · 1963 · 1964 · 1965 · 1966 · 1967
↓ open tijdperk ↓
1968 (m-v-md-vd-gd) ·
1969 (m-v-md-vd-gd) ·
1970 (m-v-md-vd-gd) ·
1971 (m-v-md-vd-gd) ·
1972 (m-v-md-vd-gd) ·
1973 (m-v-md-vd-gd) ·
1974 (m-v-md-vd-gd) ·
1975 (m-v-md-vd-gd) ·
1976 (m-v-md-vd-gd) ·
1977 (m-v-md-vd-gd) ·
1978 (m-v-md-vd-gd) ·
1979 (m-v-md-vd-gd) ·
1980 (m-v-md-vd-gd) ·
1981 (m-v-md-vd-gd) ·
1982 (m-v-md-vd-gd) ·
1983 (m-v-md-vd-gd) ·
1984 (m-v-md-vd-gd) ·
1985 (m-v-md-vd-gd) ·
1986 (m-v-md-vd-gd) ·
1987 (m-v-md-vd-gd) ·
1988 (m-v-md-vd-gd) ·
1989 (m-v-md-vd-gd) ·
1990 (m-v-md-vd-gd) ·
1991 (m-v-md-vd-gd) ·
1992 (m-v-md-vd-gd) ·
1993 (m-v-md-vd-gd) ·
1994 (m-v-md-vd-gd) ·
1995 (m-v-md-vd-gd) ·
1996 (m-v-md-vd-gd) ·
1997 (m-v-md-vd-gd) ·
1998 (m-v-md-vd-gd) ·
1999 (m-v-md-vd-gd) ·
2000 (m-v-md-vd-gd) ·
2001 (m-v-md-vd-gd) ·
2002 (m-v-md-vd-gd) ·
2003 (m-v-md-vd-gd) ·
2004 (m-v-md-vd-gd) ·
2005 (m-v-md-vd-gd) ·
2006 (m-v-md-vd-gd) ·
2007 (m-v-md-vd-gd) ·
2008 (m-v-md-vd-gd) ·
2009 (m-v-md-vd-gd) ·
2010 (m-v-md-vd-gd) ·
2011 (m-v-md-vd-gd) ·
2012 (m-v-md-vd-gd) ·
2013 (m-v-md-vd-gd) ·
2014 (m-v-md-vd-gd) ·
2015 (m-v-md-vd-gd) ·
2016 (m-v-md-vd-gd) ·
2017 (m-v-md-vd-gd) ·
2018 (m-v-md-vd-gd) ·
2019 (m-v-md-vd-gd) ·
2020 (m-v-md-vd) ·
2021 (m-v-md-vd-gd) ·
2022 (m-v-md-vd-gd) ·
2023 (m-v-md-vd-gd)  ·
2024 (m-v-md-vd-gd)
Lijst van US Openwinnaars